# Abies fabri
Abies fabri (Mast.) Craib, 1920, è una specie di abete originaria della Cina.

## Etimologia
Il nome generico Abies, utilizzato già dai latini, potrebbe, secondo un'interpretazione etimologica, derivare dalla parola greca ἄβιος = longevo. Il nome specifico fabri fu assegnato in onore di Ernst Faber, missionario tedesco nella Cina del XIX secolo e collezionista di specie botaniche, tra le quali A. fabri.

## Descrizione

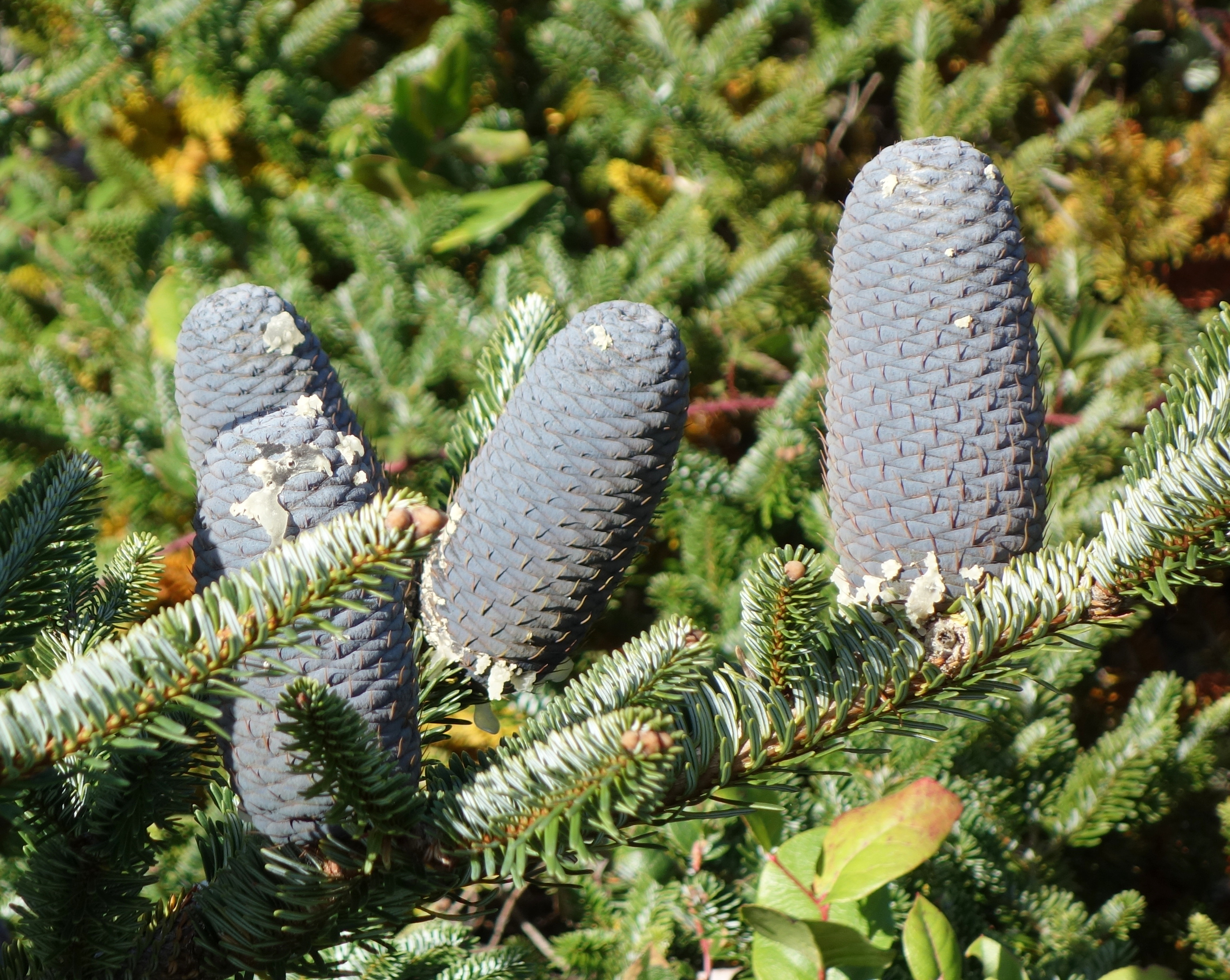
Strobili femminili.

Albero alto fino a 40 m, con tronco che può raggiungere 1 m di diametro. La corteccia è grigia o grigio scura tendente a disporsi a falde con la maturità. I rami secondari, glabri o lievemente pubescenti, sono marrone chiari o giallo-marroni da giovani, e divengono marroni-grigi al secondo o terzo anno di età. Le gemme sono di forma conica-ovoidale, piccole, resinose, con perule giallo porpora, ad apice ottuso.
Le foglie sono aghiformi, lucide, di colore verde, lunghe fino a 3 cm, disposte a pettine in due file laterali, con margine revoluto e apice ottuso.
Gli strobili femminili, blu purpurei da immaturi, marroni purpurei a maturazione, sono ovoidali-cilindrici con apice ottuso, lunghi 6-11 cm e larghi fino a 4,5 cm, con corto peduncolo; le scaglie sono di forma a trapezio, lunghe 2 cm, larghe 2,4 cm, a margine auricolato. I semi, ellissoidali, lunghi circa 16 mm, con ali marroni scure cuneate, maturano in ottobre. Gli strobili maschili sono lunghi 2-3,5 cm, gialli con microsporofilli viola; l'impollinazione avviene in maggio.

## Distribuzione e habitat
Specie endemica della parte occidentale della provincia del Sichuan in Cina, e in particolare del Monte Emei, si rinviene a quote montane comprese tra i 2.000 e i 3.100 m, dove il clima è freddo e umido con precipitazioni annue superiori ai 2.000 mm. Sono presenti boschi puri, ma più frequentemente misti in associazione con  Picea likiangensis, Tsuga chinensis e Larix potaninii.

## Tassonomia
È accettata la seguente sottospecie:
- Abies fabri subsp. minensis (Bordères & Gaussen) Rushforth - sottospecie endemica del Sichuan occidentale.

## Usi
Non di utilizzo comune, rispetto ad altre conifere. Anche la coltivazione per uso ornamentale in orti e giardini botanici è poco praticata.

## Conservazione
Con un areale ristretto, e un declino stimato maggiore del 30 % nell'ultimo secolo e mezzo, A. fabri  è classificato tra le specie vulnerabili al rischio di estinzione nella Lista rossa IUCN. L'area del Monte Emei è attualmente protetta, ma altre popolazioni sono ancora soggette al taglio intensivo dei boschi; inoltre un rischio maggiore è causato dalle piogge acide provocate dalla vicinanza della zona industriale di Chengdu.